# Arquidiócesis de Calabozo
La arquidiócesis de Calabozo (en latín: Archidioecesis Calabocensis) es una circunscripción eclesiástica de la Iglesia católica en Venezuela. Se trata de una arquidiócesis latina, sede metropolitana de la provincia eclesiástica de Calabozo. Desde el 10 de diciembre de 2008 su arzobispo es Manuel Felipe Díaz Sánchez.

## Territorio y organización
La arquidiócesis tiene 27 947 km² y extiende su jurisdicción sobre los fieles católicos de rito latino residentes en 6 municipios del estado Guárico: Juan Germán Roscio, Ortiz, Julián Mellado, Francisco de Miranda, Camaguán y San Gerónimo de Guayabal.
La sede de la arquidiócesis se encuentra en la ciudad de Calabozo, en donde se halla la Catedral de Todos los Santos.
La arquidiócesis tiene como sufragáneas a las diócesis de San Fernando de Apure y Valle de la Pascua. Tiene además como agregado al vicariato apostólico de Puerto Ayacucho.
En 2023 en la arquidiócesis existían 42 parroquias.

## Historia
La diócesis de Calabozo fue erigida el 7 de marzo de 1863, obteniendo el territorio de la arquidiócesis de Caracas y de la diócesis de Mérida (hoy arquidiócesis). Originalmente era sufragánea de la arquidiócesis de Caracas.
El primer obispo de la diócesis fue nombrado en 1881.
El 7 de junio de 1954 cedió una porción de su territorio para la erección por el papa Pío XII de la diócesis de Guanare (mediante la bula Ex quo tempore) y de la prelatura territorial de San Fernando de Apure (hoy diócesis) (mediante la bula Providentissimo Redemptoris).
Posteriormente cedió otras porciones de su territorio para la erección de:
- la diócesis de Maracay el 21 de junio de 1958 mediante la bula Qui Supremi Pontificatus del papa Pío XII;[5]
- la diócesis de Barinas el 23 de julio de 1965 mediante la bula Apostolicum munus del papa Pablo VI;[6]
- la diócesis de Valle de la Pascua el 25 de julio de 1992 mediante la bula Cum ad aptius del papa Juan Pablo II.[7]

El 17 de junio de 1995 fue elevada al rango de arquidiócesis metropolitana mediante la bula Cum territoria del papa Juan Pablo II.

## Estadísticas
Según el Anuario Pontificio 2024 la arquidiócesis tenía a fines de 2023 un total de 382 520 fieles bautizados.
| Año                                                                             | Población            | Población | Población      | Sacerdotes | Sacerdotes    | Sacerdotes    | Bautizados por sacerdote | Diáconos permanentes | Religiosos | Religiosos | Parroquias |
| Año                                                                             | Bautizados católicos | Total     | % de católicos | Total      | Clero secular | Clero regular | Bautizados por sacerdote | Diáconos permanentes | Varones    | Mujeres    | Parroquias |
| ------------------------------------------------------------------------------- | -------------------- | --------- | -------------- | ---------- | ------------- | ------------- | ------------------------ | -------------------- | ---------- | ---------- | ---------- |
| 1950                                                                            | 197 000              | 200 000   | 98.5           | 28         | 22            | 6             | 7035                     |                      | 8          | 13         | 45         |
| 1957                                                                            | 208 600              | 213 000   | 97.9           | 34         | 25            | 9             | 6135                     |                      | 11         | 46         | 37         |
| 1966                                                                            | 278 000              | 280 000   | 99.3           | 47         | 32            | 15            | 5914                     |                      | 15         | 60         | 30         |
| 1970                                                                            | 329 000              | 333 000   | 98.8           | 50         | 47            | 3             | 6580                     |                      | 3          | 70         | 36         |
| 1976                                                                            | 165 000              | 170 000   | 97.1           | 38         | 30            | 8             | 4342                     |                      | 8          | 75         | 34         |
| 1977                                                                            | 395 000              | 400 000   | 98.8           | 37         | 27            | 10            | 10 675                   |                      | 10         | 75         | 37         |
| 1990                                                                            | 491 000              | 525 000   | 93.5           | 34         | 29            | 5             | 14 441                   |                      | 7          | 72         | 42         |
| 1999                                                                            | 281 285              | 356 370   | 78.9           | 24         | 17            | 7             | 11 720                   | 3                    | 23         | 18         | 21         |
| 2000                                                                            | 283 500              | 360 203   | 78.7           | 18         | 15            | 3             | 15 750                   | 3                    | 17         | 20         | 21         |
| 2001                                                                            | 288 200              | 363 900   | 79.2           | 26         | 19            | 7             | 11 084                   | 5                    | 22         | 22         | 21         |
| 2002                                                                            | 302 610              | 382 095   | 79.2           | 23         | 16            | 7             | 13 156                   | 7                    | 21         | 22         | 24         |
| 2003                                                                            | 332 000              | 482 000   | 68.9           | 28         | 21            | 7             | 11 857                   | 9                    | 25         | 20         | 24         |
| 2004                                                                            | 500 000              | 540 000   | 92.6           | 24         | 20            | 4             | 20 833                   | 10                   | 23         | 20         | 24         |
| 2006                                                                            | 519 000              | 560 000   | 92.7           | 26         | 23            | 3             | 19 961                   | 12                   | 9          | 15         | 24         |
| 2013                                                                            | 586 000              | 615 000   | 95.3           | 25         | 21            | 4             | 23 440                   | 7                    | 7          | 14         | 28         |
| 2016                                                                            | 610 700              | 640 000   | 95.4           | 37         | 32            | 5             | 16 505                   | 7                    | 21         | 8          | 29         |
| 2019                                                                            | 379 039              | 538 863   | 70.3           | 36         | 34            | 2             | 10 528                   | 9                    | 2          | 8          | 32         |
| 2021                                                                            | 374 840              | 526 454   | 71.2           | 35         | 34            | 1             | 10 709                   | 6                    | 1          | 8          | 39         |
| 2023                                                                            | 382 520              | 535 800   | 71.4           | 38         | 37            | 1             | 10 066                   | 7                    | 1          | 5          | 42         |
| Fuente: Catholic-Hierarchy, que a su vez toma los datos del Anuario Pontificio. |                      |           |                |            |               |               |                          |                      |            |            |            |

## Episcopologio
| Obispos                                 | Obispos                                                    | Obispos                            | Obispos |
| Nombres y apellidos                     | Período como obispo                                        | Destino                            |         |
| --------------------------------------- | ---------------------------------------------------------- | ---------------------------------- | ------- |
| Salustiano Crespo †                     | 4 de agosto de 1881-12 de julio de 1888                    | Falleció                           |         |
| Felipe Neri Sendra †                    | 25 de septiembre de 1891-9 de mayo de 1921                 | Falleció                           |         |
| Arturo Celestino Álvarez †              | 9 de mayo de 1921 por sucesión-8 de enero de 1952          | Falleció                           |         |
| Arturo Ignacio Camargo †                | 8 de enero de 1952 por sucesión-el 2 de septiembre de 1957 | Nombrado obispo de Trujillo        |         |
| Domingo Roa Pérez †                     | 3 de octubre de 1957-16 de enero de 1961                   | Nombrado obispo de Maracaibo       |         |
| Miguel Antonio Salas Salas, C.I.M.      | 16 de enero de 1961-20 de agosto de 1979                   | Nombrado arzobispo de Mérida       |         |
| Helímenas de Jesús Rojo Paredes, C.I.M. | 24 de marzo de 1980-17 de junio de 1995                    | Nombrado arzobispo                 |         |
| Arzobispos                              |                                                            |                                    |         |
| Nombres y apellidos                     | Período como arzobispo                                     | Destino                            |         |
| Helímenas de Jesús Rojo Paredes, C.I.M. | 17 de junio de 1995-27 de diciembre de 2001                | Retirado                           |         |
| Antonio José López Castillo †           | 27 de diciembre de 2001-22 de diciembre de 2007            | Nombrado arzobispo de Barquisimeto |         |
| Manuel Felipe Díaz Sánchez              | Desde el 10 de diciembre de 2008                           |                                    |         |